# Yosihiko H. Sinoto
Yosihiko H. Sinoto (jap. 篠遠 喜彦, Shinotō Yoshihiko; * 3. September 1924 in Tokio, Japan; † 4. Oktober 2017) war ein US-amerikanischer Anthropologe japanischer Abstammung. Er war am Bernice P. Bishop Museum in Honolulu tätig und wurde durch seine anthropologischen Expeditionen im gesamten Pazifikraum, insbesondere auf Hawaii und Französisch-Polynesien, bekannt.

## Leben
1954 zog Sinoto auf die Hawaii-Inseln, wo er bei Ka Lae auf der Insel Hawaii mit archäologischen Grabungen begann. 1958 graduierte er zum Bachelor of Arts an der University of Hawaiʻi at Mānoa. 1962 promovierte er zum Doctor of Science an der Universität Hokkaidō in Japan. 1960 begleitete er den US-amerikanischen Anthropologen Kenneth Emory nach Tahiti in Französisch-Polynesien. Während Ausgrabungsarbeiten auf Hane in den Marquesas im Zeitraum 1964 bis 1965 entdeckte er mehr als 12.000 Vogelknochen, von denen 10.000 von etwa sieben Arten von Sturmtauchern und Sturmvögeln stammen. Auf der Insel Huahine, wo er 40 Jahre arbeitete, half er das prähistorische Dorf Maeva mit seinen Tempelruinen oder Marae zu rekonstruieren und zu restaurieren. 1977 entdeckte er dort die Überreste eines altertümlichen polynesischen Hochsee-Auslegerkanus. 
Sinotos weitere Expeditionen führten ihn zu den Gesellschaftsinseln, den Marquesas, den Tuamotu-Inseln und anderen, wo er die Siedlungen, Artefakte, Wanderungsmuster und die kulturellen Bindungen der Polynesier studierte. Sinoto war von 1970 bis 1989 Leiter der Abteilung für Anthropologie am Bernice P. Bishop Museum.
Sinotos Ehefrau Kazuko († 2013) war Historikerin über japanische Einwanderung. Sein Sohn Akihiko ist Archäologe am Bernice P. Bishop Museum.

## Würdigungen und Dedikationsnamen

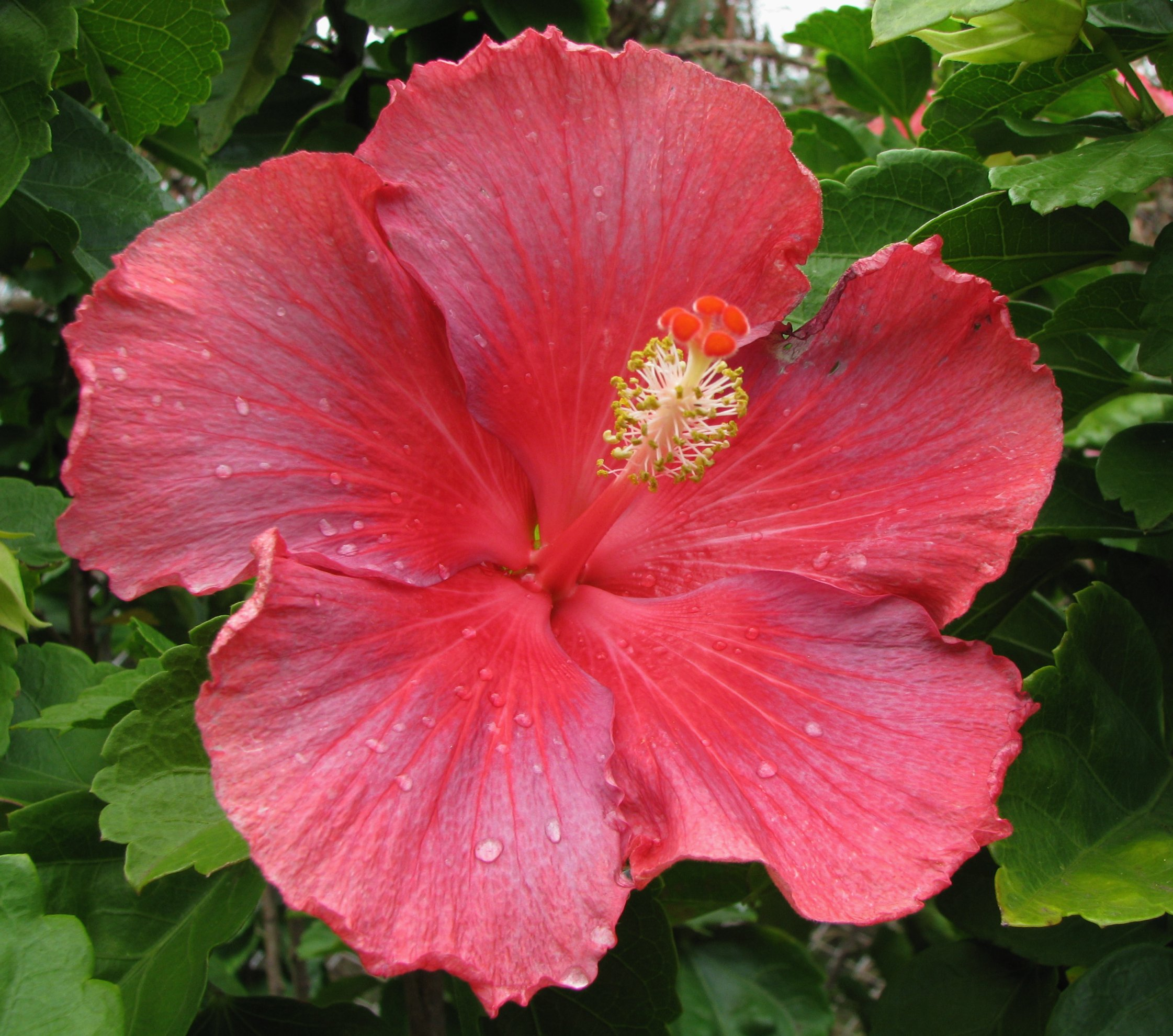
Der Hibiskus-Hybride Hibiscus Sir Yosihiko Sinoto

Sinoto ist Träger des Ordens Ordre de Tahiti Nui von Französisch-Polynesien sowie des Ordens der Aufgehenden Sonne. 1987 benannten David William Steadman und Marie C. Zarriello die ausgestorbene Papageienart Vini sinotoi zu Ehren von Sinoto. 2007 wurde ein Hibiskus-Hybride zu Ehren Sinotos Hibiscus Sir Yosihiko Sinoto benannt.